# جاستن ماكبرايد
جاستن ماكبرايد (بالإنجليزية: Justin McBride)‏ هو كاتب أغاني ومغني أمريكي، ولد في 7 أغسطس 1979.